# یواس‌ان‌اس گروهبان جورج پیترسون (تی‌ای‌کی-۲۴۸)
یواس‌ان‌اس گروهبان جورج پیترسون (تی‌ای‌کی-۲۴۸) (به انگلیسی: USNS Sgt. George Peterson (T-AK-248)) یک کشتی بود. این کشتی در سال ۱۹۴۵ ساخته شد.